# 定光寺駅
定光寺駅（じょうこうじえき）は、愛知県春日井市玉野町にある、東海旅客鉄道（JR東海）中央本線の駅である。駅番号はCF10。
運行形態の詳細は「中央線 (名古屋地区)」を参照。

## 概要
玉野川（庄内川）の渓谷右岸に立地。高蔵寺駅からわずか数分で周囲の景色は一変し、川沿いの崖にへばり付くようにつくられ秘境駅の趣もあるが、名古屋への通勤圏に属しているため、隣の古虎渓駅と同じく1時間に上下各4 - 7本程度の列車が往来し、なおかつ車でのアクセスも容易である。なお、駅の所在地は春日井市であるが、川を挟んだ対岸は瀬戸市であり、駅名の由来となった定光寺も瀬戸市側にある。

## 歴史
- 1919年（大正8年）5月19日：国有鉄道中央本線の多治見駅 - 高蔵寺駅間に玉野信号所（たまのしんごうしょ）開設[2]。
- 1920年（大正9年）8月15日[3]：定光寺仮停車場に昇格、旅客営業開始[4]。
- 1924年（大正13年）1月1日[5]：定光寺駅に昇格、荷物の取り扱いを開始。
- 1970年（昭和45年）10月19日：荷物の取り扱いを廃止[6]。駅員無配置駅となる[7]。
- 1987年（昭和62年）4月1日：国鉄分割民営化により、東海旅客鉄道（JR東海）の駅となる[2][8]。
- 2006年（平成18年）11月25日：ICカード「TOICA」の利用が可能となる。

## 駅構造
相対式ホーム2面2線を有する地上駅。下りホームへは線路下を横断するためトンネルからアクセスする。
国鉄時代に無人化された後2000年ごろまでは簡易委託駅となり駅の入り口脇の売店で近距離乗車券を販売していたが、現在では高蔵寺駅管理の無人駅となっている。自動改札機の設置は無く、TOICAは簡易改札機による対応となっており、チャージなどの取り扱いは出来ない。

### のりば
| 番線 | 路線        | 方向 | 行先               |
| ---- | ----------- | ---- | ------------------ |
| 1    | CF 中央本線 | 上り | 名古屋方面         |
| 2    | CF 中央本線 | 下り | 多治見・中津川方面 |

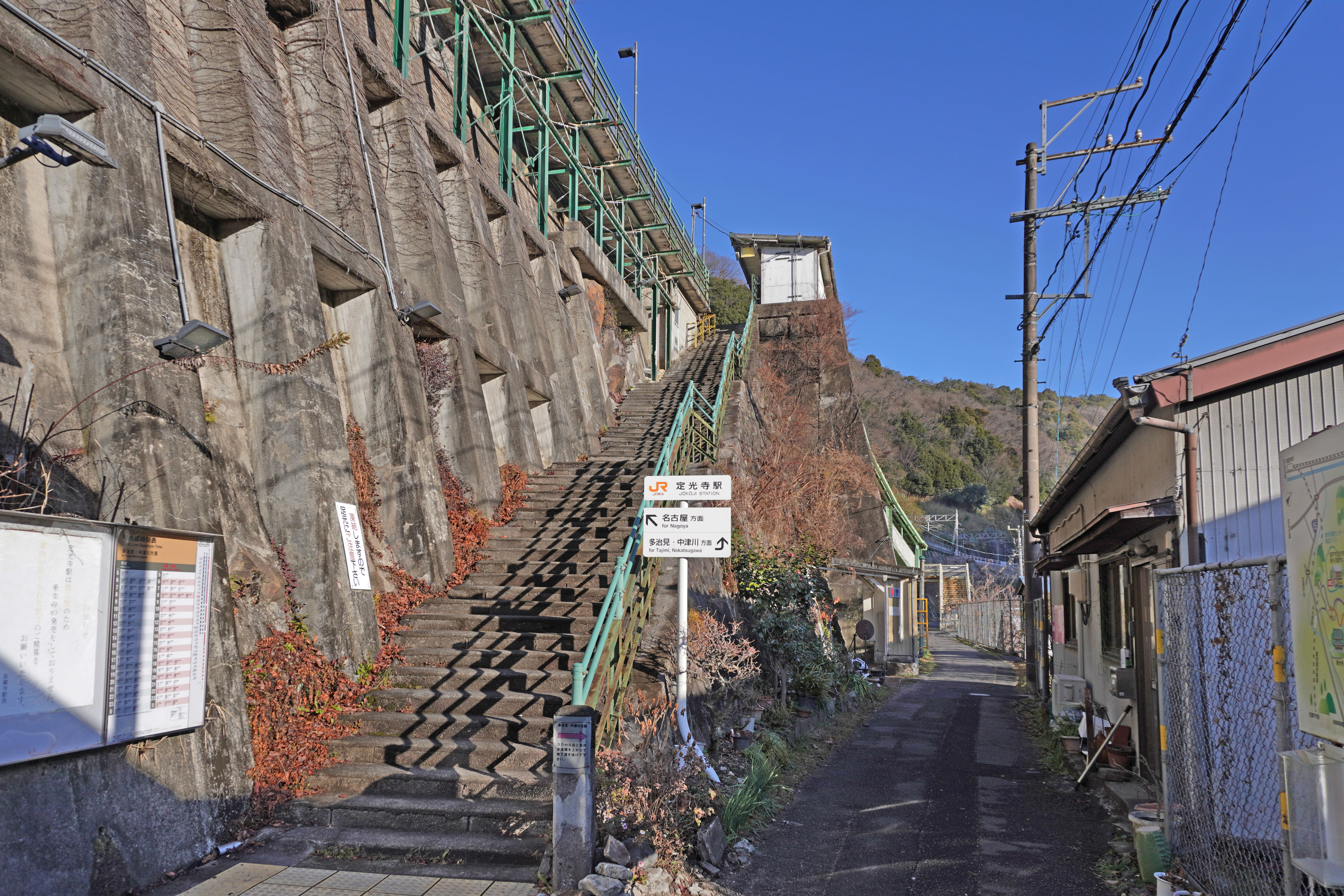
駅出入口（2023年1月）
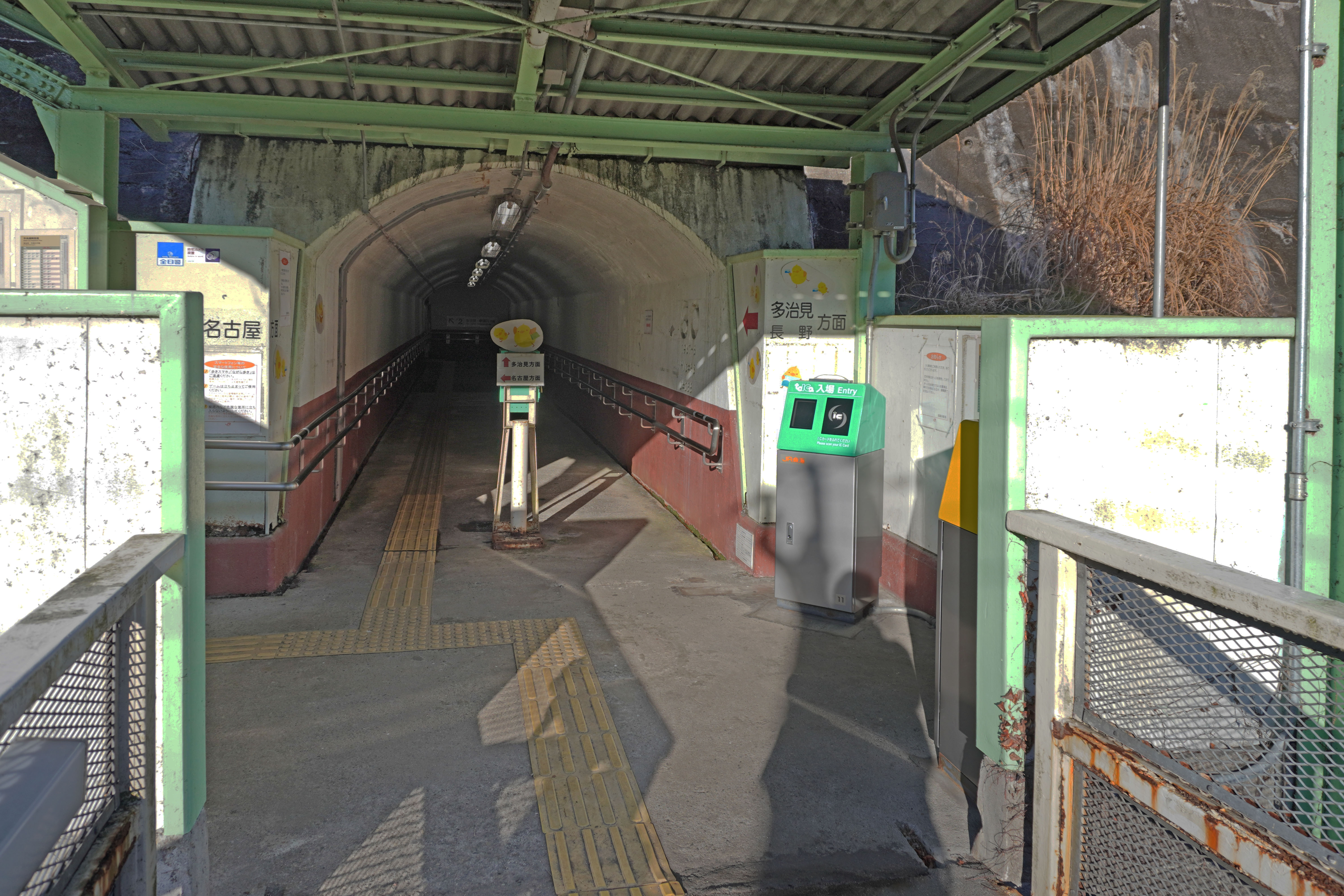
簡易TOICA改札機と2番線へ連絡するトンネル（2023年1月）
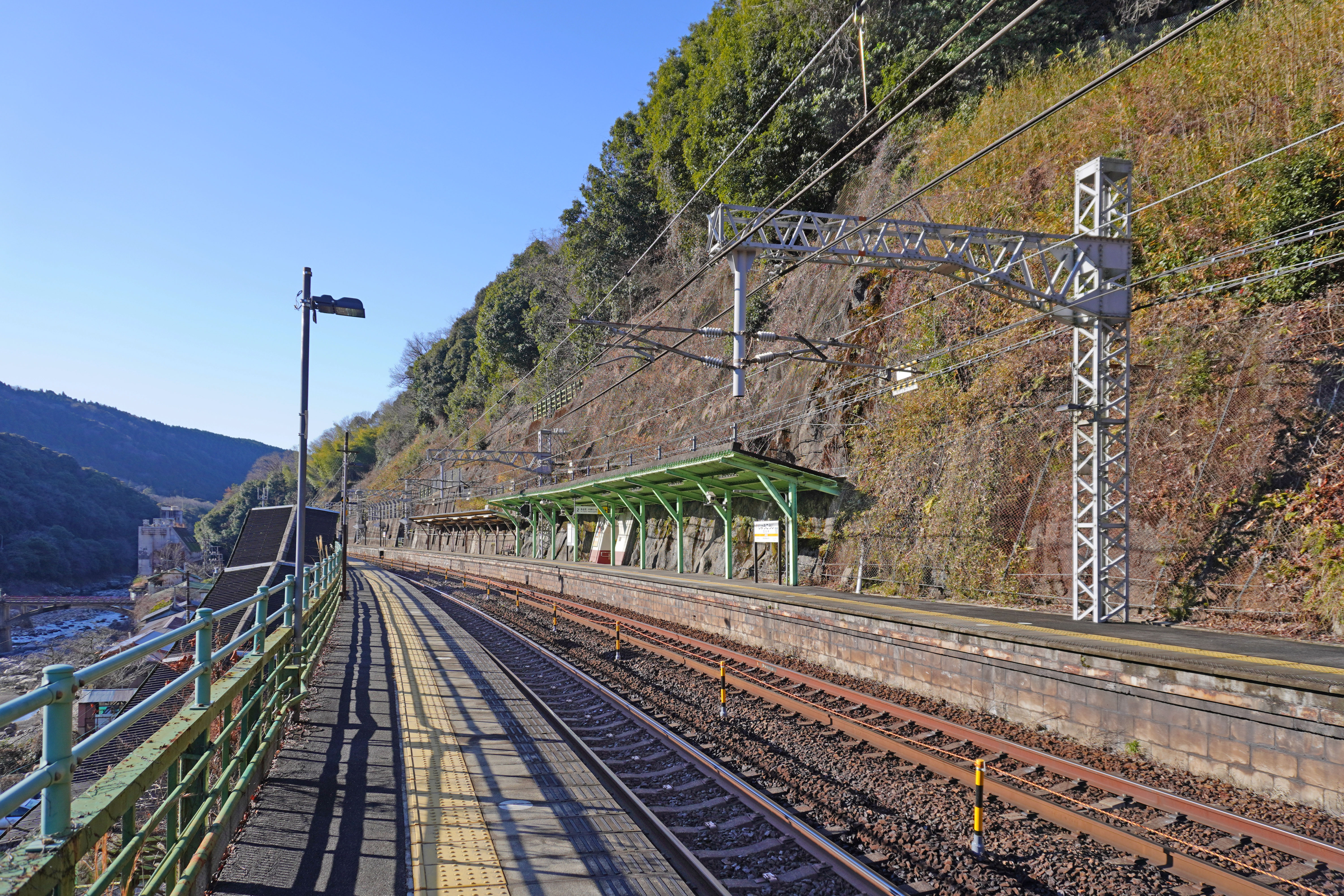
ホーム（2023年1月）
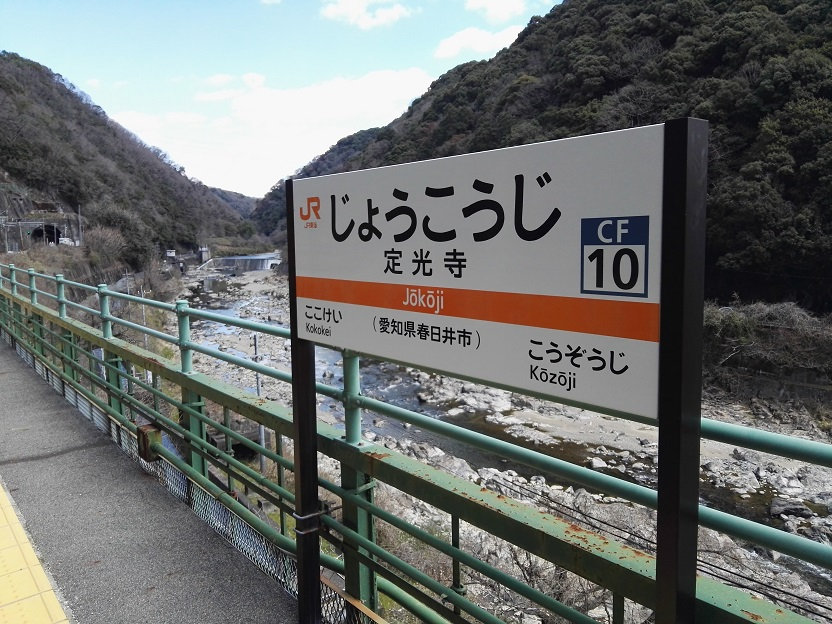
駅名標（2019年3月）

## 利用状況
「春日井市統計書」によると、一日の平均乗車人員は以下の通りである。また通勤、通学での利用客は殆どが瀬戸市民である。
| 年度   | 一日平均 乗車人員 |
| ------ | ----------------- |
| 2004年 | 131               |
| 2004年 | 130               |
| 2005年 | 127               |
| 2006年 | 117               |
| 2007年 | 126               |
| 2008年 | 106               |
| 2009年 | 109               |
| 2010年 | 120               |
| 2011年 | 117               |
| 2012年 | 142               |
| 2013年 | 144               |
| 2014年 | 134               |
| 2015年 | 139               |
| 2016年 | 139               |
| 2017年 | 157               |
| 2018年 | 184               |

## 駅周辺

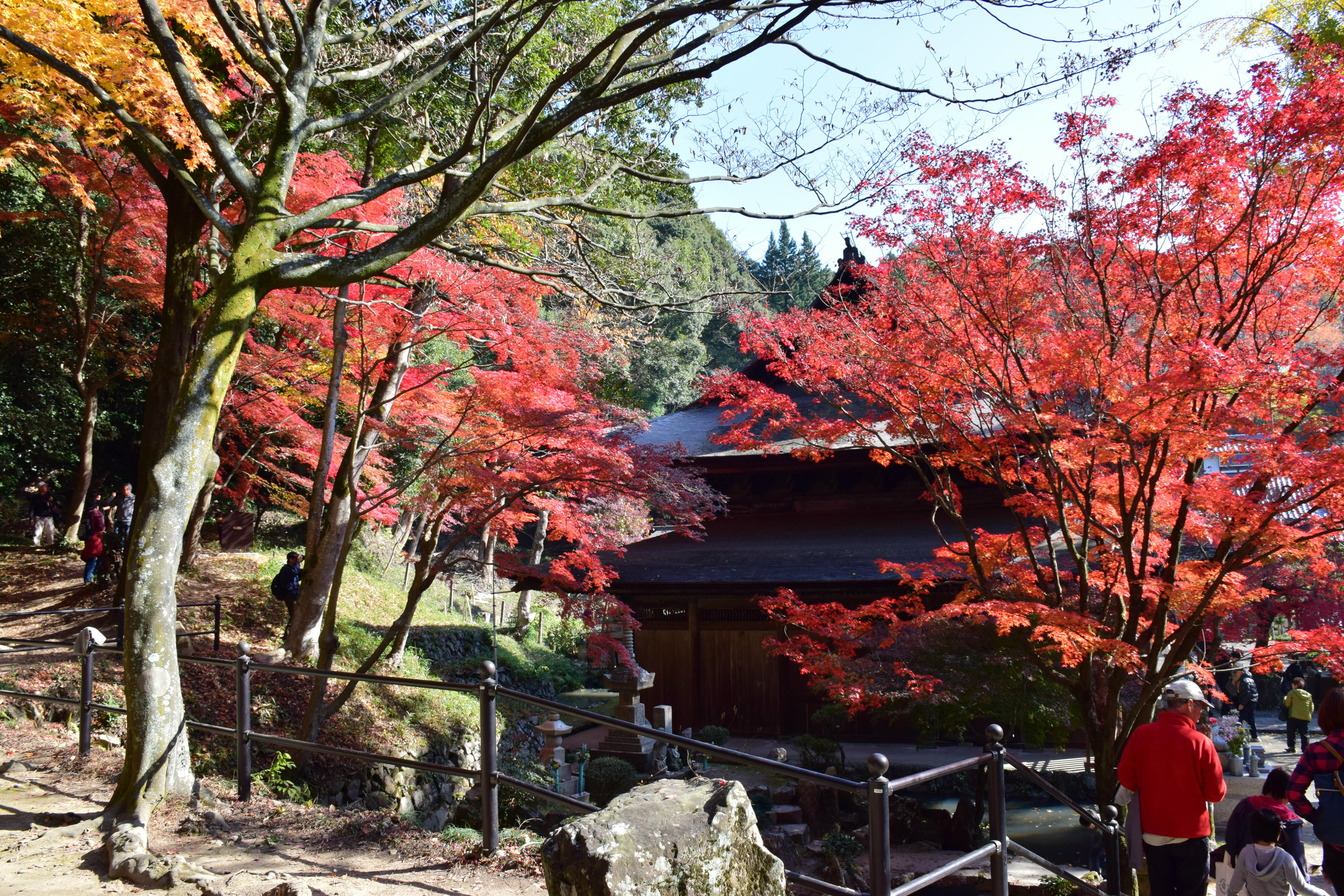
定光寺

駅周辺は山の中であり、住宅は少ない。廃墟化した建物も目立つ。
- 東海自然歩道
- 定光寺
- 瀬戸市定光寺公園
- 瀬戸市定光寺町民会館
- 瀬戸市定光寺野外活動センター
- 應夢亭
- 玉野園地
- 玉野富嶽神社
- 愛岐道路（愛知県道15号名古屋多治見線）
- 千歳楼
- 玉野御嶽神社

## その他
かつて、多治見駅 - 高蔵寺駅間には14箇所のトンネルがあり（現存は9号が解体され13箇所）、これらの工事では20名以上の犠牲者がでたという。定光寺駅の近くに工事殉職者の慰霊碑がある。
これらのトンネルは、1966年（昭和41年）に愛岐トンネルの完成で複線電化により廃線となったが、2009年（平成21年）2月に「愛岐トンネル群」として近代化産業遺産・続33に認定されている。一般公開の日には当駅が最寄となるため、多数の来場者で混雑する他、快速の一部臨時停車が行われ、派遣された職員が対応に追われる。

## 隣の駅
東海旅客鉄道（JR東海）
CF 中央本線
■快速・■区間快速
通過（愛岐トンネル群一般公開日は一部臨時停車する）
■普通
古虎渓駅（CF11） - 定光寺駅（CF10） - 高蔵寺駅（CF09）